# Eugen Meier (Fussballspieler)
Eugen Meier, gerufen «Geni» (* 30. April 1930 in Schaffhausen; † 26. März 2002 in Bern), war ein Schweizer Fussballspieler. Er gilt mit seinen 248 geschossenen Toren in der höchsten Schweizer Spielklasse als einer der besten Schweizer Stürmer aller Zeiten. Beim BSC Young Boys, bei dem er 14 Saisons spielte, ist er mit grossem Abstand Rekordtorschütze. Er spielte in den Jahren 1953 bis 1965 bei YB und ausserdem in der Schweizer Fussballnationalmannschaft und kam 42 Mal zum Einsatz.

## Karriere

### Kindheit und Jugend
In der Schülermannschaft der Jugendabteilung seines Heimatvereins FC Schaffhausen begann Eugen Meier im Jahre 1942 seine Laufbahn als Fussballspieler. Dort spielte der junge Stürmer bis 1951 bei den Gelb-Schwarzen. In den Runden 1946/47 bis 1950/51 sammelte er dabei Spielerfahrung in der 2. Division.

### BSC Young Boys, 1951–1965
1951 wechselte der erst 21-jährige Meier in die Bundesstadt zum BSC Young Boys. Bereits in seiner zweiten Saison in Bern feierte «Geni» Meier 1953 den Cupgewinn gegen die Grasshoppers Zürich und die Vizemeisterschaft. In derselben Runde profilierte sich der offensive Halbstürmer als torgefährlicher Angreifer. Mit 32 Treffern holte er sich den Titel des Torschützenkönigs in der Nationalliga A der Schweiz. Nach drei weiteren Runden des Zusammenwachsens des Teams von Trainer Albert Sing mit den Plätzen vier, fünf und drei folgte der Meisterschaftsgewinn vier Runden in Folge. Von 1956/57 bis 1959/60 triumphierten die «Schwarz-Gelben» von Young Boys im heimischen Wankdorfstadion in der Schweizer Meisterschaft. In der Runde 1957/58 gelang dabei der Double-Gewinn. In der Saison 1958/59 wurde der schussgewaltige Halbstürmer mit 24 Toren zum zweiten Mal in seiner Karriere Torschützenkönig. Als «Geni» Meier im Sommer 1965 nach 14 Jahren mit der erneuten Vizemeisterschaft seine Karriere bei Young Boys beendete, hatte er den Rekord von 321 Ligaeinsätzen mit 248 Toren zu Buche stehen. Mit Young Boys Bern setzte er sich aber auch mit der europäischen Konkurrenz im Europacup der Meister auseinander. 1958/59 scheiterte Bern erst im Halbfinal an Stade de Reims. 1960 massen sie ihre Kräfte mit Eintracht Frankfurt und 1961 mit dem Hamburger SV. Die dabei jeweils erzielten Unentschieden in den Rückspielen – 1:1 in Frankfurt, 3:3 in Hamburg – konnten aber das Ausscheiden durch die Heimniederlagen in den Hinspielen nicht verhindern. Beim Lokalrivalen FC Bern liess Geni Meier in den zwei Jahren von 1965 bis 1967 in der 2. Division seine Spielerkarriere ausklingen. Er war eine Spielerpersönlichkeit, Captain, Allrounder, torgefährlich, mit einem kraftvollen, harten Schuss ausgestattet.

### Nationalmannschaft, 1953–1962
In der «Nati» debütierte er am 25. Mai 1953. Bei der Fussball-Weltmeisterschaft 1954 im eigenen Lande kam er gegen Italien und England zum Einsatz. In der erfolgreichen WM-Qualifikation für die Fussball-Weltmeisterschaft 1962 in Chile brachte er es 1961 zu vier Einsätzen, dabei in allen drei Begegnungen gegen Schweden. Beim Turnier in Chile selbst verabschiedete er sich mit der 0:3-Niederlage am 7. Juni 1962 gegen Italien nach 42 Länderspielen aus der Nationalmannschaft.

## Erfolge
- viermal Schweizer Meister (1957–1960)
- zweimal Schweizer Cupsieger (1953 und 1958)
- zweimal Torschützenkönig der Nationalliga A (1953 und 1959)
- 42 Länderspiele mit zwei WM-Teilnahmen